# Луций Кассий Лонгин (консул 107 года до н. э.)
Лу́ций Ка́ссий Лонги́н (лат. Lucius  Cassius Longinus; убит в 107 году до н. э. близ Агена) — римский военачальник и политический деятель из плебейского рода Кассиев, консул 107 года до н. э. Погиб в сражении с гельветами.

## Происхождение
Луций Кассий принадлежал к относительно незнатной плебейской семье, представители которой, довольно нерегулярно носившие когномен Лонгин (Longinus), вошли в состав римского нобилитета во II веке до н. э. Благодаря Капитолийским фастам известно, что его отец носил тот же преномен. Канадский исследователь Г. Самнер предположил, что это Луций Кассий Лонгин Равилла, консул 127 года до н. э., и что младшим братом Луция-сына был Гай Кассий Лонгин, консул 96 года до н. э.

## Биография
Первое упоминание о Луции Кассии в сохранившихся источниках относится к 111 году до н. э., когда он занимал должность претора. В это время шла война с Нумидией, и консул Луций Кальпурний Бестия заключил с царём Югуртой мирный договор, условия которого были сочтены в Риме слишком мягкими. Сенат направил Лонгина в Нумидию, чтобы привезти Югурту в Рим и провести тщательное расследование на тему возможной коррупционной сделки между царём с одной стороны и Бестией и Марком Эмилием Скавром — с другой. Претор гарантировал Югурте безопасность от имени республики, так что тот согласился совершить эту поездку. Однако расследование не состоялось: народный трибун Гай Бебий запретил царю давать показания.
В 107 году до н. э. Луций Кассий стал консулом совместно с «новым человеком» Гаем Марием. Последний получил командование в Нумидии, а провинцией Лонгина стала Нарбонская Галлия, которой угрожало вторжение германского племени кимвров. Союз с последними заключили галлы-гельветы, решившие переселиться на юго-запад Галлии; входившие в этот племенной союз тигурины и тоугены во главе с вождём Дивиком перешли горный массив Юра и через римские владения вышли к реке Гарумна у города Аген, где их ждал Лонгин с армией (правда, Орозий утверждает, что Луций Кассий преследовал врага до океана).
Произошло сражение, о котором сохранились только отрывочные и в ряде случаев ненадёжные сведения. Римляне попали в засаду и были разгромлены. Луций Кассий погиб вместе со своим легатом-консуляром Луцием Кальпурнием Пизоном Цезонином и существенной частью войска. Выжившие во главе с Гаем Попиллием Ленатом укрылись в лагере и позже согласились заключить с врагом договор, по которому отдали половину имущества и всех заложников. Аппиан утверждает, что римляне даже прошли под ярмом, но правдивость этого сообщения под вопросом.

## Потомки
Согласно гипотезе Г. Самнера, сыновьями Луция Кассия были ещё один Луций (народный трибун в 89 году до н. э.) и Гай (консул 73 года до н. э.), а также Квинт. В этом случае внуком Луция мог быть Гай Кассий Лонгин, один из убийц Гая Юлия Цезаря.